# Криогений
Криогений (др.-греч. κρύος — ледяной холод, мороз и γένεσις — рождение) — второй геохронологический период неопротерозойской эры. Начался 720 млн лет назад и закончился около 635 млн лет назад. Продолжался, таким образом, около 85 млн лет. Верхняя граница криогения основана на стратиграфии, нижняя — чисто хронометрическая (хотя приблизительно совпадает с началом глобального оледенения).
Этот период характеризовался значительными, вплоть до экватора, оледенениями Земли (так называемая гипотеза «Земля-снежок»). Всего их выделяется два: стертское (717—660 млн лет назад) и мариноанское (протерозойское, 650—635 млн лет назад).
Во время Криогения суперконтинент Родиния распался, начал формироваться суперконтинент Паннотия.

## В шкале
Криогений, как и иные периоды протерозоя (кроме эдиакария) был принят Международной комиссией по стратиграфии (ICS) в 1990 году. Нижняя граница периода была изначально установлена на 850 млн лет назад (что сделало его самым длительным периодом эры), но в 2015 году была скорректирована и установлена на 720 млн лет назад, что делает криогений самым коротким периодом эры.
Нижняя граница хоть и является определённой хронометрически, но приблизительно совпадает с началом первого из двух оледенений (началось 717 млн лет назад). ICS планирует сдвинуть границу криогения на момент начала оледенения, граница теперь уже не будет хронометрической.

## Палеогеография
До начала криогения (около 750 млн лет назад) плиты, которые составляли суперконтинент Родиния, начали расходиться. Это положило начало суперокеану Панталасса, а суперокеан Мировия начал сокращаться в размерах. Позднее, в эдиакарском периоде, плиты снова собрались в суперконтинент Паннотия.
Эйлз и Янг утверждают: «Большинство неопротерозойских ледниковых отложений накапливалось в виде ледниково-морских пластов вдоль рифтовых континентальных окраин или внутренних областей».
Мировое осаждение доломита могло бы привести к уменьшению содержания углекислого газа в атмосфере. Разломы вдоль окраин Лаврентии около 750 млн лет назад происходит примерно в то же время, что и отложение группы Рапитан в Северной Америке, одновременно со Стертским оледенением в Австралии. Подобный период рифтинга около 650 млн лет назад произошёл с формацией Айс-Брук в Северной Америке, одновременно с протерозойским оледенением в Австралии. Стертовское и неопротерозойское оледенения являются местными подразделениями в пределах рифтового комплекса Аделаида.

## Биота и ископаемые остатки
В криогенном периоде впервые появляются ископаемые остатки амёб (Arcellinida). К этому периоду относятся самые древние из известных окаменелостей животных (губок).
Вопрос об эволюции других форм жизни дискуссионен. Например, Портер (Porter, 2000) предполагает, что в этот период возникли новые группы жизни, в том числе красные и зелёные водоросли, страменопилы, инфузории, динофлагелляты и амёбы. В конце периода возник гетеротрофный планктон, который питался одноклеточными водорослями и прокариотами и положил конец бактериальному доминированию в океанах.
Также в этом периоде, согласно расчётам, происходила диверсификация основных групп животных, в частности, появление билатерий (двусторонне-симметричных животных) и дальнейшее их разделение на ветви предков хордовых и членистоногих.